# Kagisho Dikgacoi
Kagisho Evidence Dikgacoi (ur. 24 listopada 1984 w Brandforcie) – południowoafrykański piłkarz grający na pozycji defensywnego pomocnika w Cardiff City.

## Kariera klubowa
Karierę piłkarską Dikgacoi rozpoczął w klubie Cardiff Spurs. Następnie przeszedł do Bloemfontein Young Tigers i w sezonie 2004/2005 występował w jego barwach w Mvela League, odpowiedniku drugiej ligi. Latem 2005 przeszedł do zespołu Golden Arrows z Durbanu i zadebiutował w Premier Soccer League. W sezonie 2006/2007 stał się podstawowym zawodnikiem Golden Arrows, jednak w kolejnych trzech latach nie osiągnął z tym klubem większych sukcesów. W sezonie 2009/2010 został nowym zawodnikiem angielskiego klubu Fulham F.C. Początkowo w lutym 2011 roku został wypożyczony do końca sezonu do występującego w Football League Championship zespołu Crystal Palace, gdzie w lecie przeszedł na zasadzie transferu definitywnego.
| Sezon   | Klub                      | Kraj              | Rozgrywki             | Mecze | Bramki |
| ------- | ------------------------- | ----------------- | --------------------- | ----- | ------ |
| 2004/05 | Bloemfontein Young Tigers | Południowa Afryka | Mvela League          | 10    | 0      |
| 2005/06 | Golden Arrows             | Południowa Afryka | Premier Soccer League | 9     | 0      |
| 2006/07 | Golden Arrows             | Południowa Afryka | Premier Soccer League | 25    | 0      |
| 2007/08 | Golden Arrows             | Południowa Afryka | Premier Soccer League | 23    | 4      |
| 2008/09 | Golden Arrows             | Południowa Afryka | Premier Soccer League | 25    | 4      |
| 2009/10 | Fulham F.C.               | Anglia            | Premier League        | 12    | 0      |
| 2010/11 | Fulham F.C.               | Anglia            | Premier League        | 1     | 0      |
| 2010/11 | Crystal Palace F.C.       | Anglia            | Championship          | 13    | 1      |
| 2011/12 | Crystal Palace F.C.       | Anglia            | Championship          | 27    | 2      |
| 2012/13 | Crystal Palace F.C.       | Anglia            | Championship          | 39    | 4      |
| 2013/14 | Crystal Palace            | Anglia            | Premier League        | 26    | 0      |
| 2014/15 | Cardiff City              | Anglia            | Championship          |       |        |

## Kariera reprezentacyjna
W reprezentacji RPA Dikgacoi zadebiutował 26 maja 2007 w zremisowanym 0:0 towarzyskim spotkaniu z Malawi. W 2008 roku został powołany przez Carlosa Alberto Parreirę do kadry na Puchar Narodów Afryki 2008. Tam był rezerwowym i rozegrał jedno spotkanie, z Senegalem (1:1). 7 czerwca 2008 zdobył pierwsze dwa gole w reprezentacji, w wygranym 4:1 meczu eliminacji do Pucharu Narodów Afryki 2010 z Gwineą Równikową. W 2009 roku selekcjoner Joel Santana powołał go na Puchar Konfederacji.